# علی مرادی (سیاستمدار)
علی مرادی سیاست‌مدار ایرانی بود، که در  دوره بیست و یکم  به‌عنوان نماینده مهاباد در مجلس شورای ملی حضور داشت.